# Médaille de l'effort de guerre colonial 1940-1945

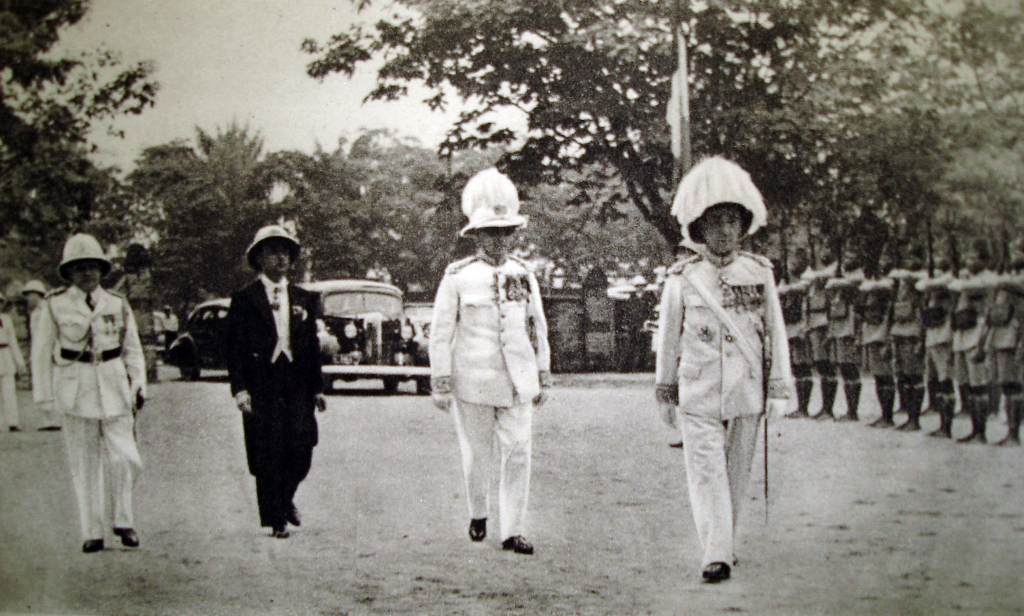
Le Gouverneur Général du Congo de 1934 à 1946 Pierre Ryckmans, un récipiendaire de la Médaille de l'effort de guerre colonial 1940-1945

La Médaille de l'effort de guerre colonial 1940-1945 (néerlandais : Medaille voor de Koloniale Oorlogsinspanning 1940-1945) était une médaille commémorative du Royaume de Belgique créée par arrêté du Régent le 30 janvier 1947.  Elle était décernée aux fonctionnaires, magistrats, auxiliaires volontaires féminins, missionnaires, agents civils des différents départements et aux autres citoyens belges qui servirent honorablement pour au moins un an dans les colonies du Royaume de Belgique au Congo belge ou au Ruanda-Urundi entre le 10 mai 1940 et le 7 mai 1945. 
Les personnes simultanément éligibles pour la Médaille de l'effort de guerre colonial 1940-1945 et pour la Médaille de la guerre africaine 1940-1945 ne pouvaient recevoir qu'une des deux, normalement celle méritée pour la plus longue période de service.

## Insigne
La Médaille de l'effort de guerre colonial 1940-1945 était frappée de bronze, uni face et de forme rectangulaire avec les coins supérieurs arrondis.  Elle était large de 31 mm et mesurait 52 mm de hauteur.  Son avers arborait à son centre supérieur une étoile à cinq pointes légèrement renfoncée au-dessus de l'inscription en relief "1940" "1945" "PRO PATRIA" "ET" "VICTORIA" (POUR LA PATRIE ET LA VICTOIRE) lue sur cinq lignes entre deux branches de laurier verticales.  Le revers était lisse et sans ornement ou inscription.
La médaille était suspendue par un anneau passant latéralement au travers d'un barillet de suspension au haut de la décoration, à un ruban de soie moirée jaune de 37 mm de large avec des bandes longitudinales bleu pâle de 5 mm de large aux bordures.

## Récipiendaires illustres (liste partielle)
- Ministre au Congo belge Léo Pétillon
- Gouverneur Général du Congo Pierre Ryckmans